# Museo d'arte contemporanea di Alcamo
Il Museo d'arte contemporanea di Alcamo (conosciuto anche con l'acronimo MACA) è un museo civico di Alcamo, situato a Piazza Ciullo, all'interno dell'ex Collegio dei Gesuiti.
La sede espositiva, ampia quasi mille metri quadrati, è al primo piano; al pianterreno, invece, ci sono una sala accoglienza, una sala convegni e una libreria.

## Storia

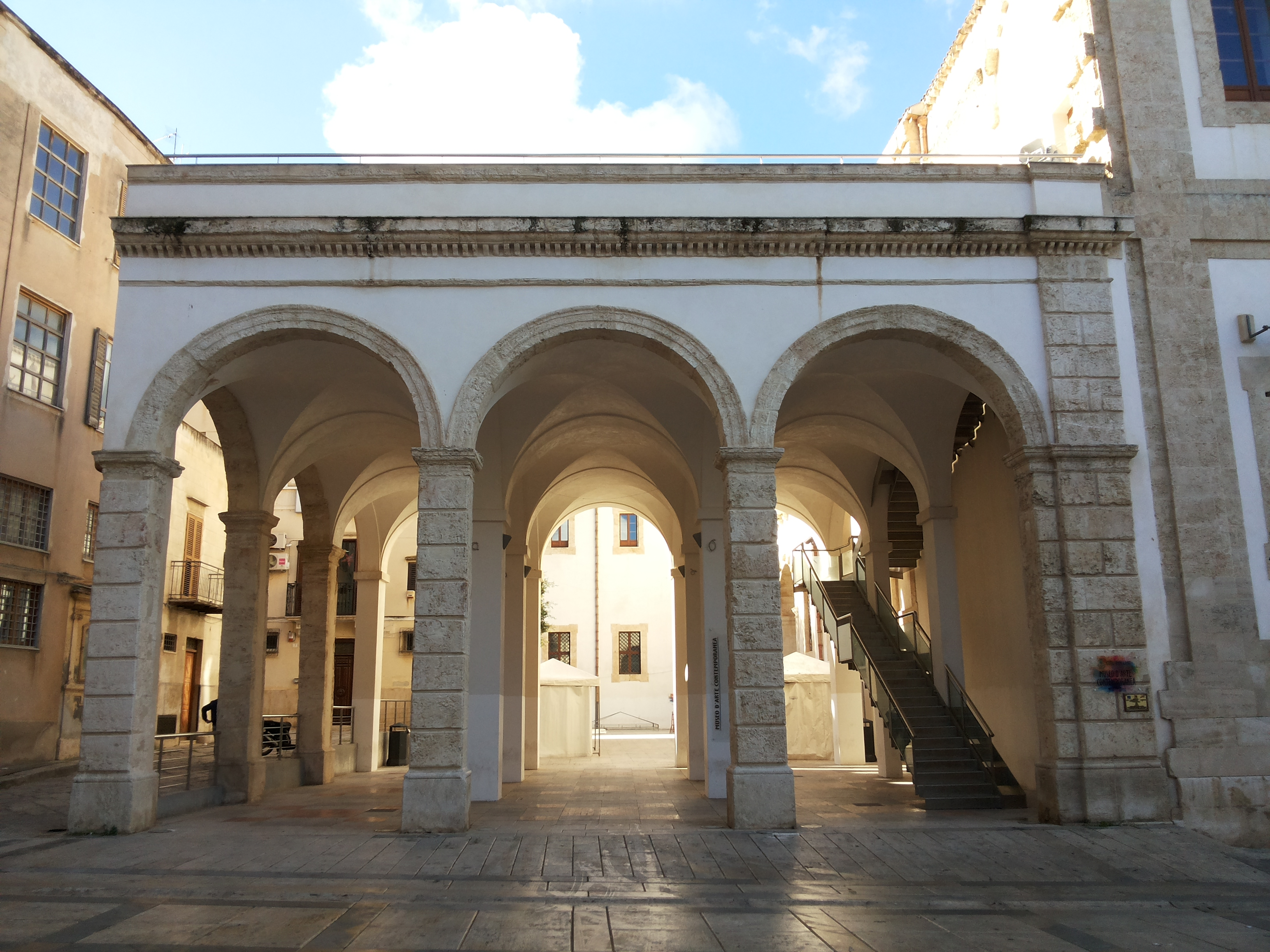
Porticato dell'Ex Collegio dei Gesuiti

Il museo è nato nel 2014 per volere dell'amministrazione comunale, allora guidata da Sebastiano Bonventre. Nell'ottobre dello stesso anno è stato realizzato il progetto del Creative Lab, un sistema integrato di servizi culturali teso a riqualificare lo spazio urbano e sostenere lo sviluppo territoriale; per questo progetto hanno collaborato insieme il Comune di Alcamo, l’Università di Palermo e le cooperative Agrigest e Nido d’Argento.

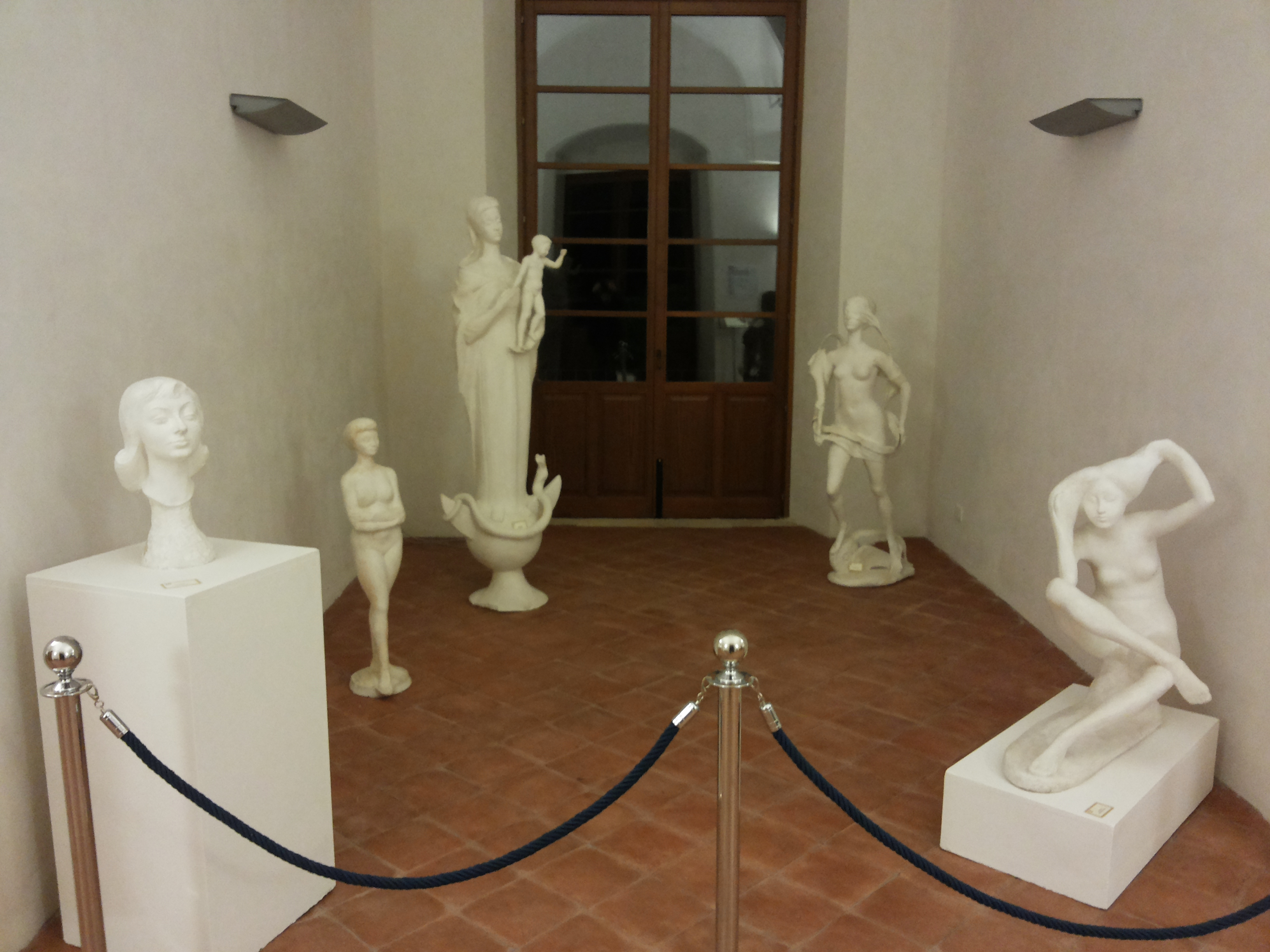
Sculture (gessi) di Nicola Rubino

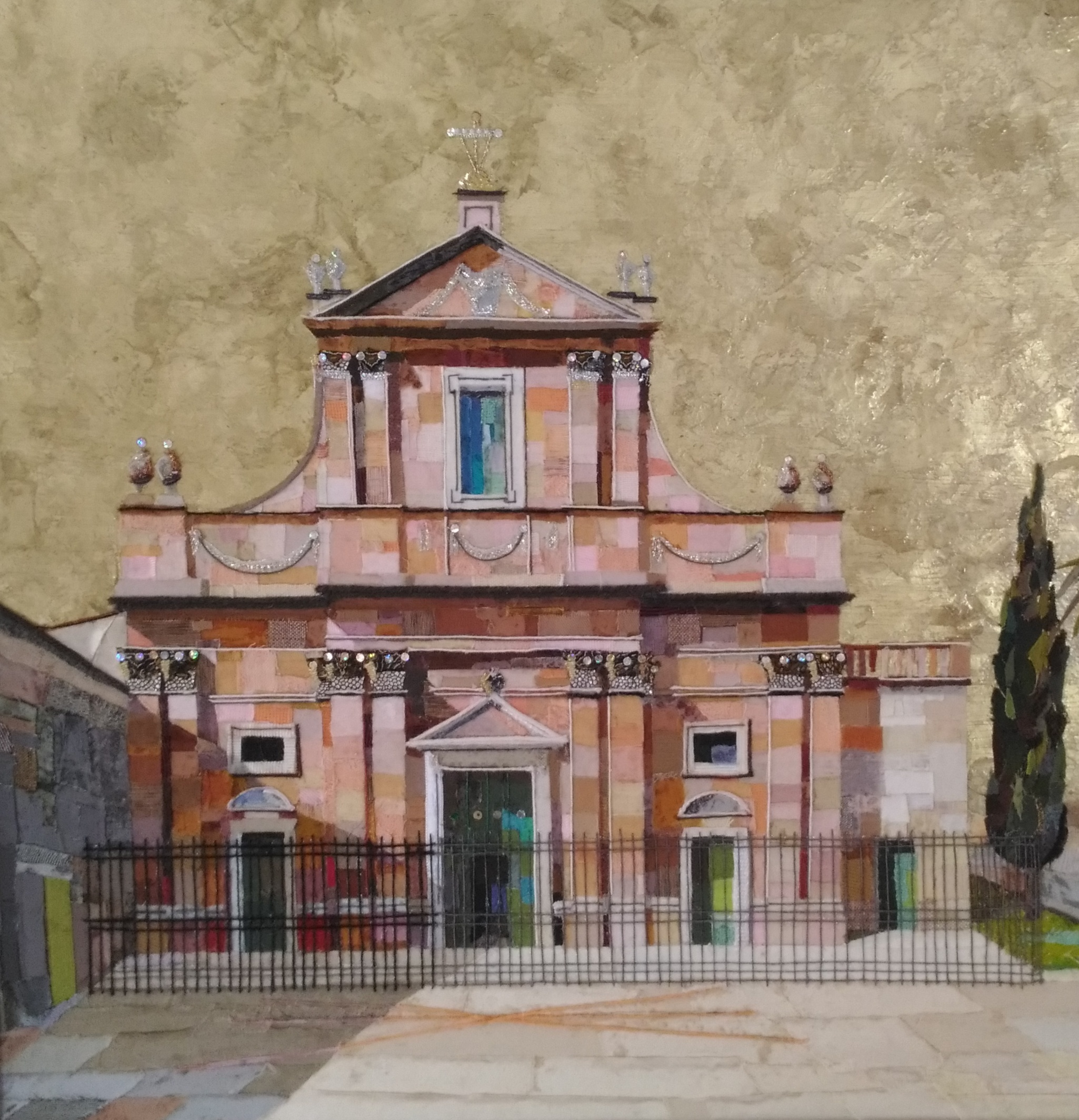
Chiesa Madre: tela realizzata con tarsie di seta da Gisella Giovenco

## Sale espositive
Il museo è suddiviso in varie sezioni: i reperti archeologici scoperti sul Monte Bonifato e nel Castello di Calatubo, le tele di Turi Simeti, Vito Bongiorno, Gisella Giovenco e Sergio Zavattieri, fino ai gessi di Nicola Rubino, e opere di altri autori.

### Lato est

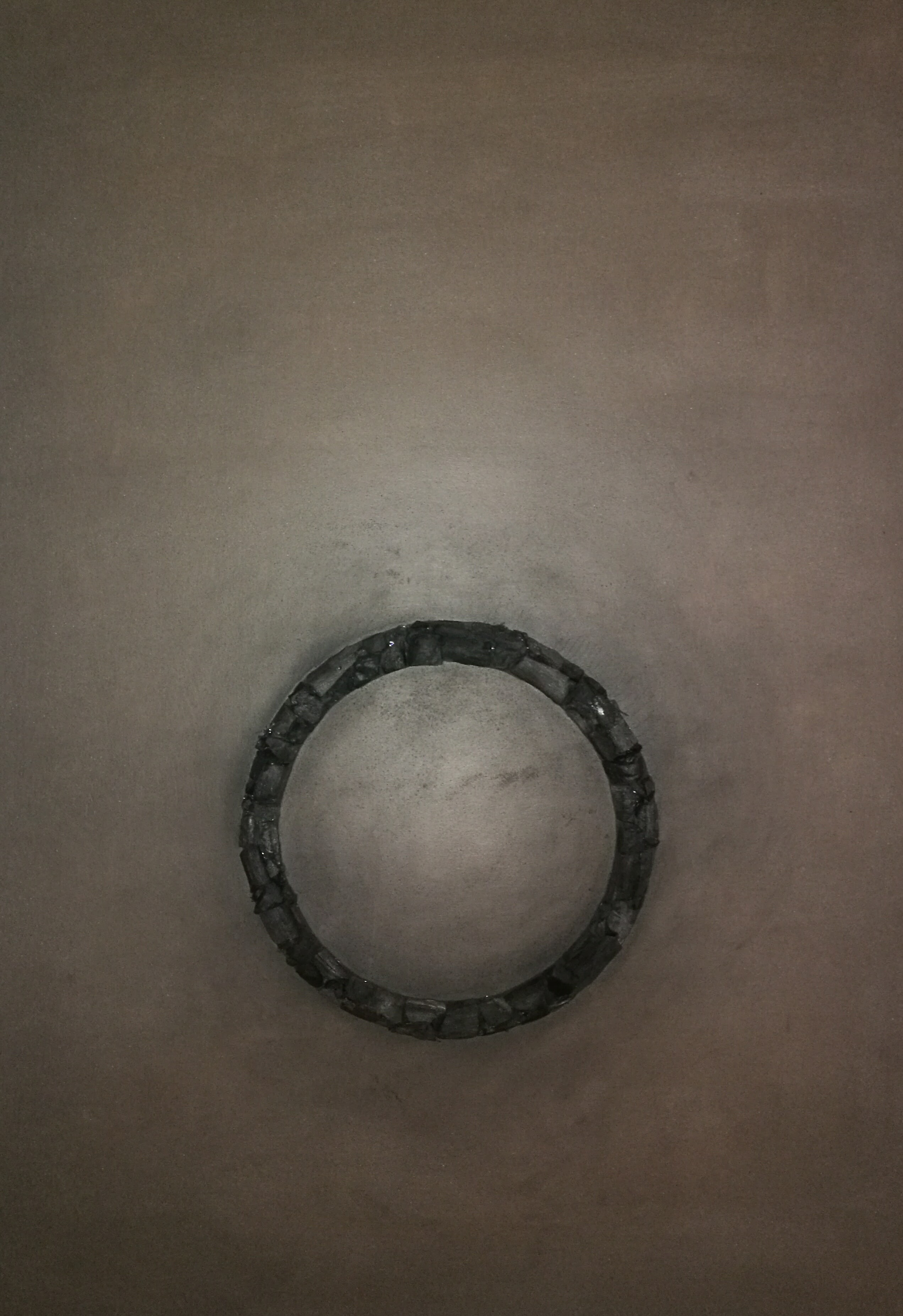
Oltre di Vito Bongiorno; realizzata con carbone e cenere

- Cella I: quattro tele (estroflessioni) di Turi Simeti, esponente dello spazialismo, originario di Alcamo e trapiantato a Milano.
- Cella II: tre tele di Vito Bongiorno, pittore alcamese trapiantato a Roma che realizza le opere con carbone e cenere. I titoli delle creazioni: Our Planet, Linea d’Ombra e Oltre.
- Cella III: reperti archeologici del Monte Bonifato e Castello di Calatubo;
- Cella IV: Loredana Mannina, Untitled (il tavolo che racconta di Alcamo, 2015); due realizzazioni in ricamo, opere di Gandolfo Gabriele David, realizzate da abili ricamatrici locali.
- Nicola Rubino, sculture in gesso: quarta e quinta stanza a destra

Ecco l’elenco delle opere di Nicola Rubino in esposizione:
1. Bagnante faraonica
2. Donna con colomba, realizzata in bronzo
3. Mater Ecclesiae: eseguita in bronzo per il monastero di Via Vitellia a Roma
4. Bassorilievo traforato (cm.82x73)
5. Donna che si pettina (cm.82x73)
6. Ragazza che si pettina
7. Testa di Vittorio Emanuele III, realizzata in bronzo per la galleria Umberto I di Roma
8. Dea bendata
9. Uomo chino sul cane, composizione in bronzo
10. Donna che tiene in braccio un agnello
11. Coppia di cavalli, realizzata in terracotta per il comune di Venezia
12. Donna che si pettina
13. Donna con bambino sulle spalle, in bronzo
14. Stele
15. Altorilievo traforato (cm.36x38)
16. Altorilievo traforato (cm.36x38)
17. Madre col bambino sulle spalle, realizzato in bronzo
18. Bassorilievo, con scene di vita agreste
19. La giustizia, in bronzo, realizzata per il palazzo di giustizia di Bologna
20. Testa di donna
21. Donna che si pettina
22. Gruppo scultoreo con cavallo alato
23. Bassorilievo traforato
24. Bassorilievo (realizzato in bronzo)
25. Volto di donna (figura)

Lungo il corridoio:
- Rosario Bruno: Frammenti di memoria rinascimentale omaggio a Botticelli (1985-1994): bassorilievo;
- Gisella Giovenco: sette quadri realizzati con tarsie di seta raffiguranti alcune chiese di Alcamo;

### Lato sud
- Cella II: Francesco Surdi Something from 2015, gesso e altri materiali: alla ricerca di frammenti di realtà.

Nicola Rubino: 3 cavalli, tela (donazione) e bassorilievo con scene di vita paesana (donazione);
Alquamah: Emojins+landscape+Florian della Castiglia realizzato con vari materiali (2021-2022);
- Cella III: Alessio Anastasi Narciso (2022) e bozzetti di Nicola Rubino con tecnica mista su tela.
- Cella IV: a) Sante Moleste Tentativo di fioritura (2022);

b)due fotografie di Sergio Zavattieri: Hemerocallis (2006) e Lilium candidum (2006), stampe fine art su carta acquarello con interventi di albume e vernice che fanno parte della serie Botanica realizzata dall'artista tra il 2005 e il 2013. 
- Cella V: Sergio Zavattieri: Pictures from Alcamo (2015),  33 stereoscopie che fanno vivere un immaginario viaggio nel tempo passato.
- Cella VI: Mattia Giordano Tecnica mista (2022)
- Cella VIII: Francesco De Grandi, I cartelli, 2015 (Omaggio a Don Gaspano Canino, puparo alcamese)

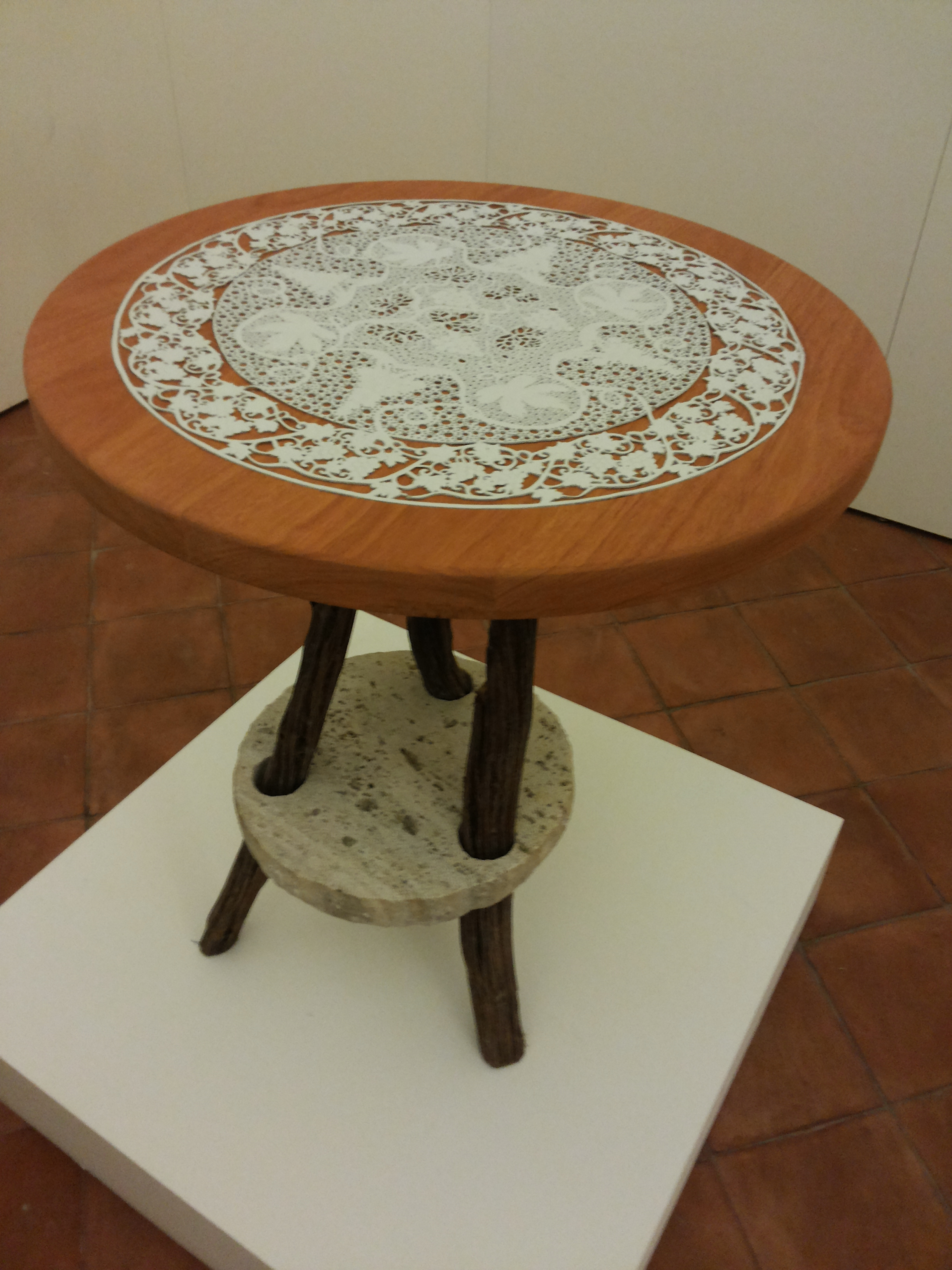
Untitled (il tavolo che racconta di Alcamo, 2015)

## Mostre ed esposizioni
Il 28 febbraio 2015 si è tenuta la mostra intitolata Art on loan ( cioè arte in prestito), su Cielo d'Alcamo, Serpotta e il ricamo; l'esposizione, curata dal direttore artistico Enzo Fiammetta, con opere in prestito da altri musei, come la Fondazione Orestiadi di Gibellina.
Il 30 maggio dello stesso anno è stata presentata la mostra Ottocelle: il titolo si è ispirato alla configurazione stessa delle sale che erano le celle dell'ex convento dei Gesuiti. In mostra c'erano le opere dei quattro artisti italiani Elisa Nicolaci, Francesco De Grandi, Sergio Zavattieri e Luisa Mazza, vincitori del bando emanato dal comune di Alcamo, avente come scopo la promozione del territorio attraverso la produzione di opere site specific che oggi fanno parte del patrimonio del museo.
Nel mese di ottobre 2016 è stato creato un nuovo allestimento del museo che ha partecipato alla XII Edizione della Giornata del Contemporaneo indetta dalla AMACI (Associazione dei Musei d'Arte Contemporanea Italiani).